# Rudina
Rudina (Hongaars: Nagyrudas) is een Slowaakse gemeente in de regio Žilina, en maakt deel uit van het district Kysucké Nové Mesto.
Rudina telt 1.710 inwoners.